# Henryk Borucz
Henryk Borucz (ur. 10 maja 1921 w Warszawie, zm. 8 czerwca 1984 tamże) – polski piłkarz, bramkarz. Długoletni zawodnik warszawskiej Polonii.
Do Polonii trafił po wojnie, wcześniej trenował w innych klubach warszawskich. Z Polonią triumfował w pierwszych powojennych mistrzostwach Polski (1946) oraz zdobył Puchar Polski (1952). Barw warszawskiego klubu bronił także w II lidze.
W reprezentacji debiutował 10 lipca 1949 w meczu z Węgrami, ostatni raz zagrał w 1951. Łącznie w biało-czerwonych barwach rozegrał 5 spotkań.

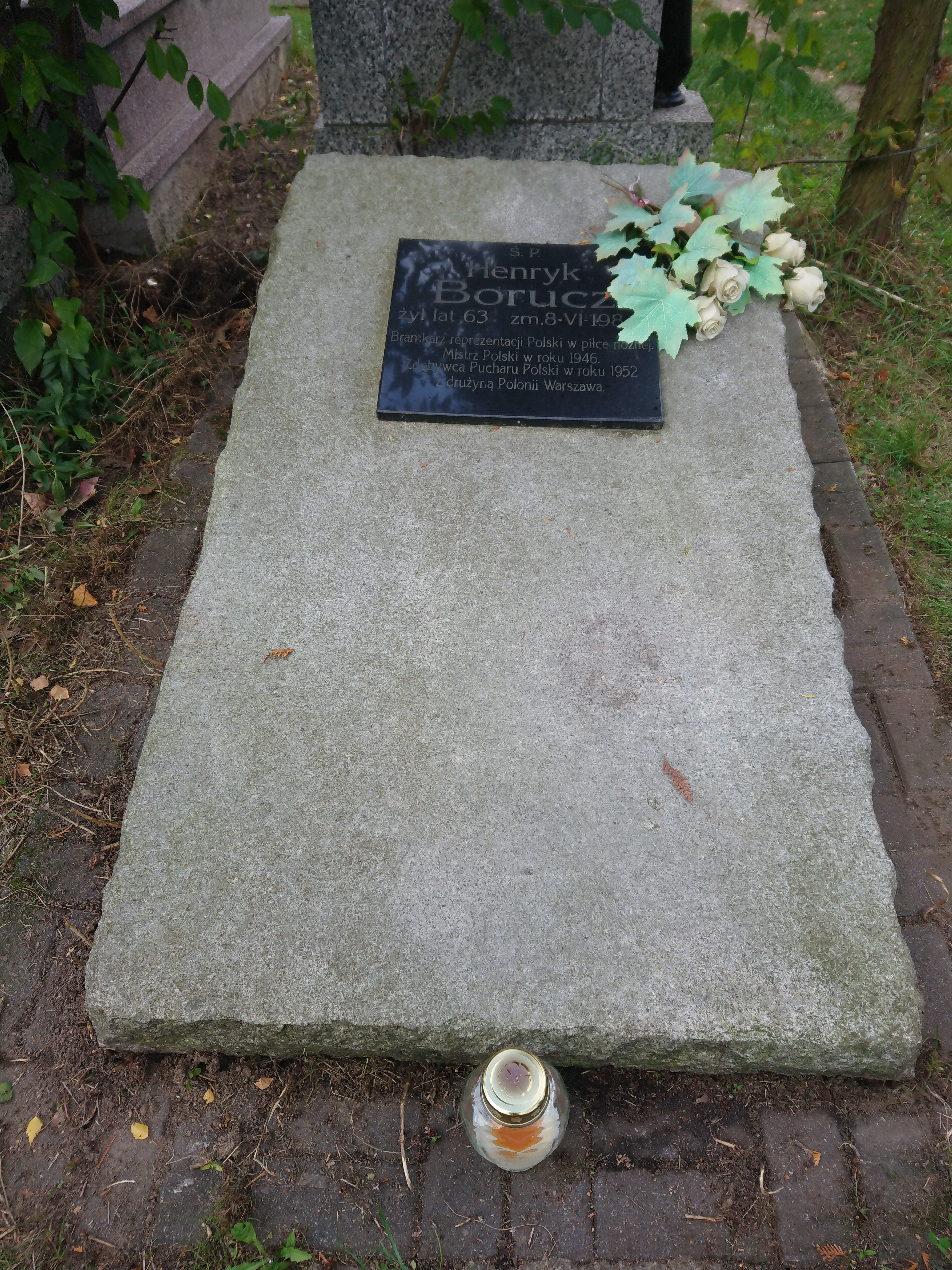
Grób Henryka Borucza na cmentarzu komunalnym w Piasecznie

Został pochowany na cmentarzu komunalnym w Piasecznie.